# Jules Verreaux
Jules Pierre Verreaux (24 de agosto de 1807 - 7 de setembro de 1873) foi um botânico e ornitologista francês, coletor e comerciante de objetos de história natural.